# Joachim Werner
Joachim Werner (født 19. juli 1939 i Berlin, død 10. juli 2010 smst.) var en tysk roer og olympisk guldvinder.
Werner roede for Berliner SC og kom i 1963 med i klubbens succesfulde firer med styrmand, der blev tysk mester samt europamestre dette år. I 1964 vandt han endnu et tysk mesterskab samt EM-sølv i denne båd, inden han drog til OL 1964 i Tokyo for et fælles tysk hold (reelt en rent vesttysk besætning i form af klubholdet fra BSC). De øvrige i båden var Bernhard Britting, Peter Neusel, Egbert Hirschfelder og styrmand Jürgen Oelke, og tyskerne var store favoritter, selvom Sovjetunionen havde besejret dem ved EM. Tyskerne vandt da også deres indledende heat ret klart, og i finalen var de igen temmelig overlegne og vandt med et forspring på over to sekunder til italienerne på andenpladsen og den nederlandske båd på tredjepladsen; et opgivende sovjetisk mandskab måtte nøjes med en femteplads, mere end femten sekunder efter tyskerne.
Werner var i sit civile liv skatteinspektør i Berlin.

## OL-medaljer
- 1964:  Guld i firer med styrmand